# Sandra Hempel

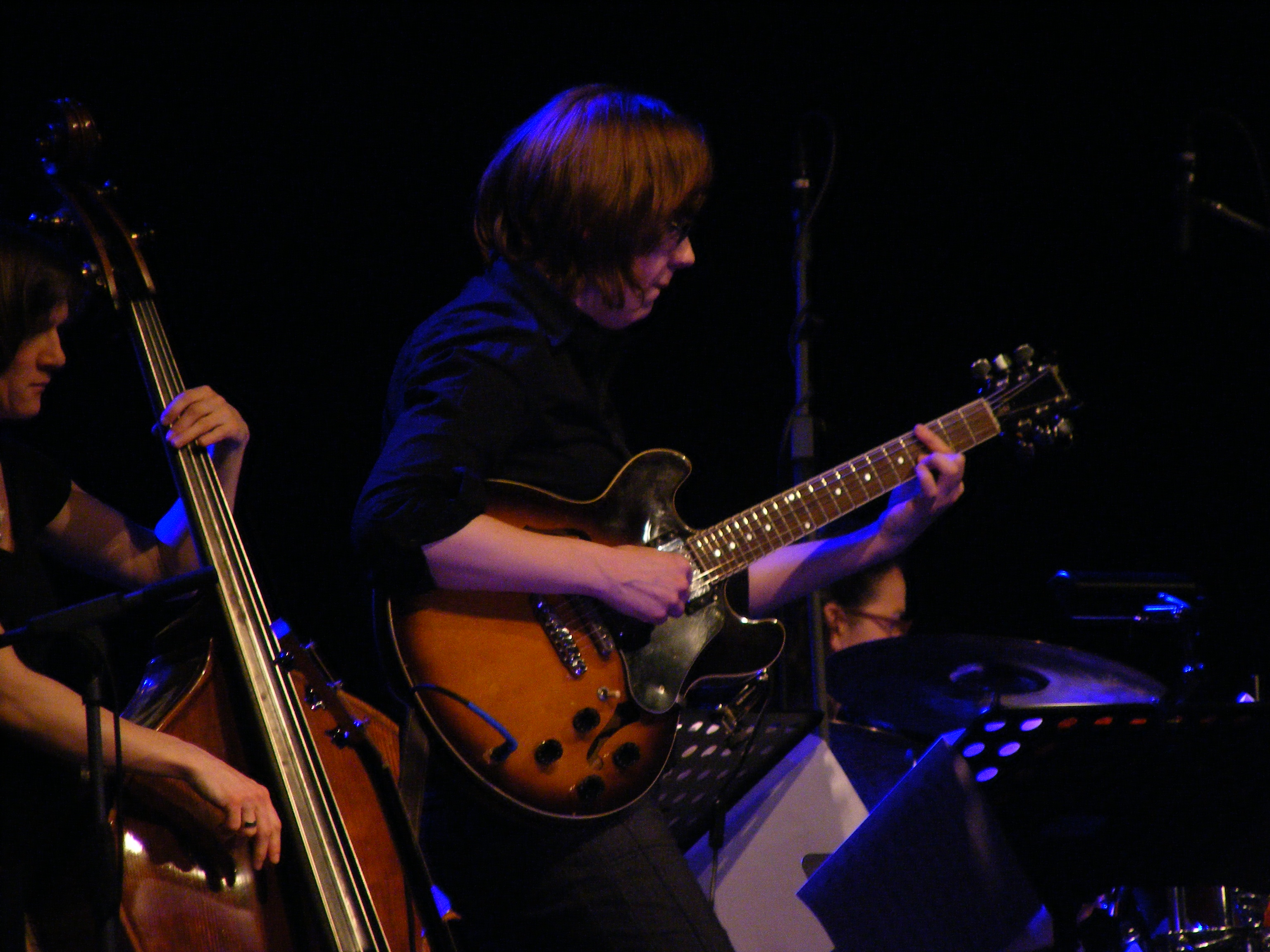
Sandra Hempel (Jazzfestival St. Ingbert 2009)

Sandra Hempel (* 1972 in Pinneberg) ist eine deutsche Jazzgitarristin.

## Werdegang
Sandra Hempel wuchs in Tornesch bei Hamburg auf und spielte als Kind und Jugendliche zunächst einige Jahre Akkordeon und Klavier, bevor sie als Sechzehnjährige zur E-Gitarre wechselte. Wenig später begann sie sich für Jazz zu interessieren, spielte in lokalen Bands und wurde 1991 Mitglied des Landesjugendjazzorchesters Schleswig-Holstein.
Nach dem Abitur absolvierte Hempel den Jazzstudiengang an der Hochschule für Musik und Theater Hamburg unter Dieter Glawischnig, Stephan Diez und Wolfgang Schlüter sowie am Konservatorium in Amsterdam bei Jesse van Ruller und Maarten van der Grinten. Im Anschluss an das Studium in Holland erhielt sie ein Stipendium des Deutschen Akademischen Austauschdienstes und ging 2001 für zwei Jahre nach New York. Dort besuchte sie die Aaron Copland School of Music am Queens College. Zu ihren Lehrern am College gehörten Paul Bollenback, Antonio Hart, Michael Mossman und Sir Roland Hanna.
Im Sommer 2003 schloss sie das College als Master of Music in Jazzperformance ab und kehrte nach Hamburg zurück.

## Wirken
Unmittelbar danach erhielt sie eine Einladung zum JazzBaltica-Festival 2003, wo sie in einer Quartett-Besetzung mit dem Bassisten Martin Wind, dem Schlagzeuger Jochen Rückert und dem Saxofonisten Rick Margitza auftrat. Zudem hatte sie während des Festivals die Möglichkeit, an einem Workshop des Gitarristen Pat Metheny teilzunehmen. 2005 unterstützte Hempel die deutsche Jazzsängerin Ulita Knaus, die sie bereits während ihres Studiums in Amsterdam kennengelernt hatte, als Gitarristin bei deren Album Sea Journey und startete mit ihr ein Duo-Projekt, in dessen Programm sie Jazz-Standards, Popsongs und Eigenkompositionen vereinen. 2006 gründete sie mit dem Saxofonisten Stefan Maus das hamburg_jazzduo und trat mit der Gruppe Low X von Jürgen Attig bei den Hamburger Jazztagen auf. Im gleichen Jahr spielte sie beim Open-Air-Festival Jazz in Hamburg an einem Tag in drei unterschiedlichen Formationen: Der kosmische Souverän, Bernd Reincke Quintett und Buggy Braune Quintett. Bei einem Konzert des Jazzfestivals St. Ingbert 2009 war sie in dem Band-Projekt Nils Landgren – Respect vertreten.
Weiterhin spielte sie im Markus Steinhauser Quartett bzw. dem daraus entstandenen Quintett Tirx, in der Lutz Krajenski Group, im Lutz Büchner Quartett, in der holländischen Band New Cool Collective, aber auch mit dem Bujazzo unter Peter Herbolzheimer (Focus on Vocals 1997) und als Gastsolistin der NDR Bigband und des Hanne Rømer/Mads Granum Quartet. Zudem trat sie auch im Duo mit der Kölner Kontrabassistin Hendrika Entzian auf.
Im Sandra Hempel Trio spielte sie mit Lutz Krajenski am Klavier und Hervé Jeanne am Kontrabass. Ebenso ist sie als Gitarristin im neu gegründeten Quintett Artful Earful des Posaunisten Dan Gottshall vertreten und tritt auch mit Hermine Deurloo auf. 2013 gehörte sie zum JazzBaltica Ensemble. Mit ihrem Quartett 4-tett, zu dem Sebastian Gille gehört, hat sie 2013 das Album Licht aus vorgelegt. Seit 2018 gehört sie als Nachfolgerin von Stephan Diez zur NDR-Bigband.
Sandra Hempel lehrt bei verschiedenen Workshops und unterrichtete an der Berufsfachschule Hamburg School of Music sowie am Konservatorium der Fachhochschule Osnabrück.

## Auszeichnungen und Preise
Während ihrer Zeit in New York gewann Hempel 2001 den Sisters in Jazz-Wettbewerb und 2002 den Louis Armstrong Award der amerikanischen ASCAP Foundation. 2007 erhielt sie zusammen mit Sebastian Gille den Jazzförderpreis des Kulturforums Schleswig-Holstein.

2011 erhielt Hempel den Förderpreis des Kulturpreises des Kreises Pinneberg.

## Diskografie (Auswahl)
- Lutz Krajenski Group: Goodbye (2005)
- Jonas Schoen Quartett: Travesia (2006)
- Lutz Büchner: Ring (2006)
- Licht aus (Unit Records 2013)